# Співчуття

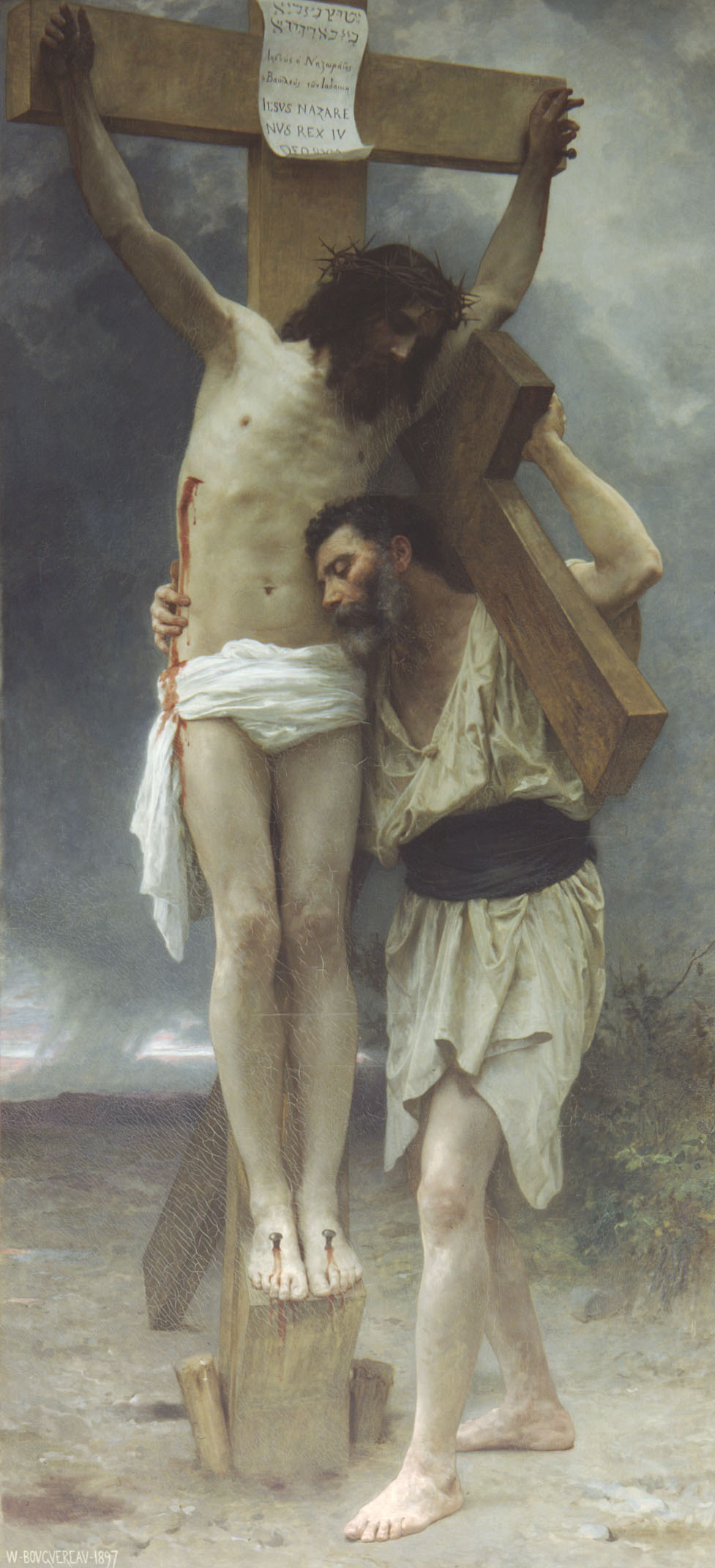
Полотно Вільяма-Адольфа Буґюро (1825—1905) — «Співчуття», 1897 року

Співчуття́ — 1. Чуйне ставлення до чийого-небудь горя, до чиїхсь переживань. // Почуття жалю, викликане чиїм-небудь нещастям, горем. // Жаль, висловлений усно або письмово з приводу нещастя, горя, що спіткали кого-небудь. 2. Доброзичливе, прихильне ставлення до кого-небудь; підтримка, схвалення..
Тома Аквінський дає наступне визначення співчуття:
«Співчуття — сердечне ототожнення з бідою (стражданням) іншого, що спонукає нас робити те, що можемо, щоби допомогти. Біда є будь-чим, що людина страждає проти своєї волі: що нас рухає до співчуття це — певне зло руйнування і болі протилежне до природного бажання. Зло, що має характер невдачі, нещасного випадку, що не піддається нашій свободній волі — більш ймовірне розбудити наше співчуття, а особливо якщо воно трапляється тим, вся воля котрих слідувала добру. Ми засмучуємося нещастями інших настільки наскільки ми вважаємо їхню біду нашою власною. Так, нестача, котра може трапитися нам в дійсності або нестача, котру ми відчуваємо переймаючою нас через любов — є тим що рухає нас до співчуття. Боже співчуття є повністю цього другого розряду, бо Він любить нас, як щось, що належить Йому. Радість та мир не добавляють жодної додаткової чесноти до милосердя, оскільки вони втішаються в тому ж аспекті доброти, що любить і милосердя; але співчуття новий аспект, страждання того кому ми співчуваємо. Що стосується зовнішньої активності, співчуття — ціле правило життя християнина; але внутрішнє уподобання доброзичливості (доброчинності, благодійності), яка прив'язує нас до Бога, є більш ніж просто любов та співчуття до наших ближніх.»